# النتيلة
النتيلة إحدى قرى مركز نخل التابع لمحافظة شمال سيناء بجمهورية مصر العربية.